# Mirlande Manigat
Mirlande Manigat, née Mirlande Hyppolite le 3 novembre 1940 à Miragoâne, est une femme politique haïtienne, candidate à l'élection présidentielle haïtienne de 2010-2011 et présidente du Rassemblement des démocrates nationaux progressistes de 2006 à 2015,.

## Biographie

### Formation
Diplômée en sciences sociales, Mirlande Hyppolite est titulaire d'un doctorat en science politique à la Sorbonne. Elle poursuit une carrière dans l'enseignement supérieur, notamment comme professeur constitutionnaliste à l'université Simón Bolívar de Caracas à partir de 1978.

### Carrière politique
Revenue d'exil avec son époux Leslie Manigat, après la chute de Duvalier en 1986, elle est élue sénatrice deux ans plus tard. Elle est brièvement « Première dame d'Haïti » et sénatrice quand son mari est président de la République du 7 février au 20 juin 1988, avant d'être renversé par les militaires.
De nouveau élue sénatrice en 2006, elle renonce à prendre ses fonctions.
Elle se présente à l'élection présidentielle de 2010-2011 comme candidate du Rassemblement des démocrates nationaux progressistes (RDNP). Arrivée en tête du premier tour avec 31,37 % des voix, devant Michel Martelly, elle est battue au second tour par ce dernier, qui remporte largement le scrutin le 20 mars 2011.
Le 19 février 2016, le président Jocelerme Privert annonce les noms de six candidats au poste de Premier ministre, qui sont Mirlande Manigat, Edgard Leblanc, Fritz Jean, Jacques Sampeur, Joanas Gay et Simon Dieuseul Desras. Le 25 février, il nomme finalement Fritz Jean à l'issue d'une consultation conjointe avec le président de la Chambre des députés, Cholzer Chancy, et le vice-président du Sénat de la République, Ronald Larêche.
Le 21 décembre 2022, un nouvel accord politique prévoit la tenue de nouvelles élections en 2023, l'investiture d'un nouveau président pour le 7 février 2024, et l'instauration d'un Haut Conseil de la transition de trois membres et d'un organe de contrôle de l'action gouvernementale. L'accord est publié le 17 janvier 2023, dans le journal officiel d’Haïti Le Moniteur. Le Premier ministre Ariel Henry désigne Mirlande Manigat, l'homme d’affaires Laurent Saint-Cyr et le pasteur Calixte Fleuridor pour composer le Conseil de transition. Le 6 février 2023, elle est investie membre du Haut Conseil de la Transition. Elle en devient présidente le 18 février. Le HCT est dissout le 29 juillet 2024, lorsque le décret actant sa formation est rapporté.